# Ceroplesis rubrovariegata
Ceroplesis rubrovariegata är en skalbaggsart som beskrevs av Aurivillius 1925. Ceroplesis rubrovariegata ingår i släktet Ceroplesis och familjen långhorningar.
Artens utbredningsområde är Kenya. Inga underarter finns listade i Catalogue of Life.